# Les Animaux domestiques
Pour les articles homonymes, voir Animal domestique.
Pour plus de détails, voir Fiche technique et Distribution.
Les Animaux domestiques est un  court métrage d'animation français réalisé par Robert Lortac et Landelle, et sorti en 1920,. 

## Synopsis
Microbus rend visite à Bigfellow qui utilise des animaux pour réaliser des tâches domestiques. Mais la révolte se prépare parmi les animaux.

## Fiche technique
- Autre titre : Une aventure zoologicomique
- Réalisateur : Robert Lortac et Landelle
- Société de Production : Atelier Lortac
- Distributeur d'origine : Pathé cinéma
- Pays de production :  France
- Date de sortie : 1920